# Катастрофа KC-135 под Споканом (1962)
Катастрофа KC-135 под Споканом — авиационная катастрофа воздушного танкера Boeing KC-135A-BN американских военно-воздушных сил, произошедшая утром в понедельник 10 сентября 1962 года в районе Спокана (штат Вашингтон), при этом погибли 44 человека. Крупнейшая катастрофа в истории самолёта Boeing KC-135 Stratotanker.

## Самолёт
Участвовавший в происшествии Boeing KC-135A-BN Stratotanker с бортовым номером 60-0352 (заводской — 18127, серийный — 466) был выпущен в мае 1961 года, а 3 мая совершил свой первый полёт, то есть его «возраст» был всего 16 месяцев. 1 июня того же, 1961 года самолёт был передан американским ВВС, а на момент происшествия имел общую наработку лишь 303 часа.

## Катастрофа
На авиабазе Эллсворт, что близ Рапид-Сити в штате Южная Дакота, предстоял ремонт взлётно-посадочной полосы, из-за чего аэродром должен был быть закрыт на время, поэтому было решено его гарнизон на время перебазировать на другую авиабазу. Этой временной авиабазой была выбрана Фэрчайлд, что близ Спокана в штате Вашингтон.
Среди использовавшихся для переброски самолётов были и воздушные танкеры Boeing KC-135, на которых обычно находится лишь экипаж в составе четырёх человек (два пилота, штурман и оператор заправки). Однако в данном случае на них перевозили и личный состав. Одним из таких был и борт 60-0352, который работал под позывными «Mourn 79». Командиром корабля был капитан Фрэнк Джонсон (англ. Frank Johnson) — ветеран Второй мировой и Корейской войн. Помимо экипажа, на борту находились и 40 пассажиров, включая другие лётные экипажи и наземный обслуживающий персонал, а также груз — 33 000 фунтов (15 000 кг) авиационного керосина.
Утром в районе Спокана стояла низкая облачность, шёл дождь, а по земле стелился утренний туман, поэтому когда в 10:45 командир Джонсон начал выполнять снижение для захода на посадку на аэродром Фэрчайлд, то ему пришлось вести пилотирование по приборам. Но в 11 часов метка самолёта вдруг исчезла с экрана радиолокатора, а экипаж не отвечал на запросы, в связи с чем начались поиски пропавшего «Mourn 79».
В поисках приняли участие две сотни человек, которые прочёсывали местность под проливным дождём, но всё поначалу было безрезультатно, причём во многом это было связано с тем, что сначала самолёт искали близ границы со штатом Айдахо, так как при последней связи экипаж докладывал о пролёте Бланшара. Но когда опросили живущих в том регионе жителей, то все заявляли, что не слышали никакого шума от падения самолёта. Лишь во второй половине дня в кабинете шерифа Спокана раздался телефонный звонок от жителей Северного Спокана. Группа охотников проходила у подножья горы Кит-Карсон (высота 5271 фут (1607 м)), когда вдруг увидела на горе дым, после подъёма к которому стало понятно, что разбился самолёт. Вскоре на место происшествия прибыли военные и шериф, которые определили в обломках пропавший танкер.
В 11:05 утра летящий сквозь туман «Боинг» зацепил деревья на северном склоне горы, а затем врезался в землю на высоте около 4400 футов (1340 м) (на 800 футов (240 м) ниже вершины) и на удалении 20 миль (32 км) к северо-востоку от Спокана. Находящееся на борту топливо детонировало, после чего взрыв и возникший пожар уничтожили самолёт. Все 44 человека на борту погибли. По числу жертв это крупнейшая катастрофа в истории самолёта Boeing KC-135 Stratotanker (без учёта разновидностей, таких как Boeing C-135).

## Причины
Существовали две схемы подхода к аэродрому Фэрчайлд со стороны запада, которые достаточно близко проходили друг от друга. Но на одной схеме самолёт должен был обходить горы, а минимальная безопасная высота была указана как 4500 футов (1370 м). Другая схема предусматривала пролёт прямо над горами, но и безопасная высота на ней была указана уже как 8000 футов (2440 м). У экипажа были обе эти схемы, но напечатанные на разных сторонах одного листа. Возможно, что экипаж запутался в них и выбрал более короткую вторую схему, но приняв безопасную высоту как на первой, которая для данного района была уже недостаточной. Когда же экипаж увидел перед собой сквозь туман гору, то из-за высокой скорости и малого расстояния не успел уклониться от опасности. Помочь пилотам мог бы установленный на борту радиолокатор, который должен был увидеть находящуюся впереди гору. Однако, по некоторым данным, этот радиолокатор на данном самолёте часто отказывал, в том числе не работал в 9 из последних 11 вылетов. Возможно, что и в роковом полёте этот прибор также отказал и не мог предупредить об опасности.